# Kodi Smit-McPhee
Kodi Smit-McPhee (Adelaide, 1996. június 13. –) Golden Globe-díjas ausztrál színész. 
Gyerekszínészként Az út (2009) és az Engedj be! (2010) című filmekkel vált először ismertté. Legismertebb alakítása Kurt Wagner / Árnyék az X-Men-filmekben. 
2021-ben a A kutya karmai közt című film mellékszereplőjeként Golden Globe-díjat nyert, továbbá hasonló kategóriában Oscar-díjra is jelölték.

## Fiatalkora
1996. június 13-án született a Adelaide-ben, Sonja Smit és Andy McPhee fiaként. Édesapja színész és egykori profi pankrátor. Nővére Sianoa Smit-McPhee színésznő és énekesnő.
16 éves korában Bechterew-kórt diagnosztizáltak, az ízületi gyulladás egy degeneratív formáját, amely a gerinc csigolyáinak összeolvadását okozza, és krónikus fájdalmat és látásvesztést okozhat.

## Pályafutása
Első filmes szerepe a Romulus, az apám című filmben volt. A következő évben az Engedj be! című filmben játszott. Ezután Norman a ParaNorman című filmben szinkronizált. Szerepelt a 20th Century Fox A majmok bolygója: Forradalom című filmjében.
2015-ben feltűnt a Slow West című filmben. Még ebben az évben szerepet kapott a Nine Network hétrészes drámasorozatában, a Gallipoli – Ifjú harcosokban. Árnyékként szerepelt  az X-Men: Apokalipszis című filmben. Megismételte a szerepét a 2019-ben bemutatott X-Men: Sötét Főnixben. 2018-ban ő alakította a főszereplőt az Alfa című filmben. 2021-ben szerepelt Jane Campion A kutya karmai közt című filmjében. 2022 márciusában Smit-McPhee csatlakozott Alfonso Cuarón készülő Apple TV+ sorozatához, a Disclaimerhez.

## Filmográfia

### Film
| Év   | Magyar cím                    | Eredeti cím                    | Szerep                       | Magyar hang    |
| ---- | ----------------------------- | ------------------------------ | ---------------------------- | -------------- |
| 2007 | Romulus, az apám              | Romulus, My Father             | Raimond                      | Bogdán Gergő   |
| 2009 | Az út                         | The Road                       | Fiú                          | Morvay Bence   |
| 2009 |                               | Tinytown                       | Davis                        |                |
| 2010 | Engedj be!                    | Let Me In                      | Owen                         | Boldog Gábor   |
| 2010 |                               | Matching Jack                  | Finn                         |                |
| 2012 |                               | Dead Europe                    | Josef                        |                |
| 2012 | ParaNorman                    | ParaNorman                     | Norman Babcock (hangja)      | Boldog Gábor   |
| 2013 |                               | A Birder's Guide to Everything | David Portnoy                |                |
| 2013 | A futurológiai kongresszus    | The Congress                   | Aaron Wright                 |                |
| 2013 | Rómeó és Júlia                | Romeo & Juliet                 | Benvolio                     | Nikas Dániel   |
| 2014 |                               | All the Wilderness             | James Charm                  |                |
| 2014 | A majmok bolygója: Forradalom | Dawn of the Planet of the Apes | Alexander                    | Timon Barnabás |
| 2014 | Maja, a méhecske              | Maya the Bee                   | Vili (hangja)                | Szabó Zselyke  |
| 2014 |                               | Young Ones                     | Jerome Holm                  |                |
| 2015 |                               | Slow West                      | Jay Cavendish                |                |
| 2016 | X-Men: Apokalipszis           | X-Men: Apocalypse              | Kurt Wagner / Árnyék         | Molnár Levente |
| 2018 | Deadpool 2.                   | Deadpool 2                     | Kurt Wagner / Árnyék         | nem szólal meg |
| 2018 | Alfa                          | Alpha                          | Keda                         |                |
| 2019 | X-Men: Sötét Főnix            | Dark Phoenix                   | Kurt Wagner / Árnyék         | Molnár Levente |
| 2019 | A nevem Dolemite              | Dolemite Is My Name            | Nicholas Josef von Sternberg |                |
| 2020 | 2067 – Időhurok               | 2067                           | Ethan Whyte                  | Dér Zsolt      |
| 2021 | A kutya karmai közt           | The Power of the Dog           | Peter Gordon                 | Nagy Gereben   |
| 2022 | Elvis                         | Elvis                          | Jimmie Rodgers Snow          | Fáncsik Roland |
| 2024 | Egy csiga emlékiratai         | Memoir of a Snail              | Gilbert Pudel (hangja)       |                |
| 2024 | Maria                         | Maria                          | Mandrax                      | Czető Ádám     |

### Televízió
| Év        | Magyar cím                             | Eredeti cím                                                  | Szerep                  | Megjegyzések                                 |
| --------- | -------------------------------------- | ------------------------------------------------------------ | ----------------------- | -------------------------------------------- |
| 2006      |                                        | Monarch Cove                                                 | Jake fiatalon           | 1 epizód                                     |
| 2006      |                                        | Nightmares and Dreamscapes: From the Stories of Stephen King | Brandon / Jackson Evans | 2 epizód                                     |
| 2006      | Gyilkos kór: Madárinfluenza Amerikában | Fatal Contact: Bird Flu in America                           | Toby Connelly           | tévéfilm                                     |
| 2007      |                                        | The King                                                     | John Wesley             | tévéfilm                                     |
| 2011–2016 | Bukfenc, a cica                        | Poppy Cat                                                    | Ravi (hangja)           | mellékszereplő                               |
| 2015      | Gallipoli – Ifjú harcosok              | Gallipoli                                                    | Thomas "Tolly" Johnson  | - minisorozat - magyar hangja: - Fehér Tibor |
| 2020      |                                        | Interrogation                                                | Chris Keller            | főszereplő                                   |
| 2024      | Cáfolat                                | Disclaimer                                                   | Nicholas Ravenscroft    | minisorozat                                  |